# Вејкфилд (Канзас)
Вејкфилд (енгл. Wakefield) град је у америчкој савезној држави Канзас.

## Демографија
По попису из 2010. године број становника је 980, што је 142 (16,9%) становника више него 2000. године.
| Група             | 2000.       | 2010.       |
| Белци             | 798 (95,2%) | 902 (92,0%) |
| Афроамериканци    | 7 (0,8%)    | 4 (0,4%)    |
| Азијати           | 1 (0,1%)    | 5 (0,5%)    |
| Хиспаноамериканци | 10 (1,2%)   | 34 (3,5%)   |
| Укупно            | 838         | 980         |